# Marcela Gándara
Marcela Gándara (Ciudad Juárez, Chihuahua; 24 de agosto de 1983) es una cantante y compositora mexicana de música cristiana. 
Hasta la actualidad, ha producido siete álbumes, entre los cuales se encuentran, Más que un anhelo (2006), ¡Digno es el Señor! (2008), Marcela Gándara en vivo desde Panamá (2009), El mismo cielo (2009), Live (2012), Cerca estás (2017), y AM7 (2025).

## Biografía

### Primeros años
Gándara nació el 24 de agosto de 1983 en Ciudad Juárez, Chihuahua, México. Desde pequeña empezó a cantar. A los dieciocho años formó parte del grupo de alabanzas en su iglesia local y luego integró el coro. El cantante Jesús Adrián Romero asistió a su congregación durante un tiempo y fue ahí donde se conocieron.

### Trayectoria
Se inició en el mundo musical haciendo voces de fondo en diferentes proyectos de Vástago Producciones  —sello discográfico fundado por Jesús Adrián Romero —.
Entre los que destaca los duetos que realizó, «Tú estás aquí» del disco Te daré lo mejor y con Abel Zavala en la canción «Sólo a ti», de la producción Guárdame en tu presencia; también la canción «Más allá de todo» de su autoría, fue incluida en Un Brote De Adoración Vol 2. de Jesús Adrián, además de las grabaciones que se han realizado en la congregación Centro Cristiano Vino Nuevo de Ciudad Juárez, Chihuahua, donde participa en el grupo de alabanza
Lanzó su álbum debut el 21 de octubre de 2006 titulado Más que un anhelo, producido por Kiko Cibrián y que contiene once canciones, la mayoría compuestas por Jesús Adrián e interpretadas por la banda de JAR y de Cibrián. El tema «Supe que me amabas» se hizo popular, al igual que «Dame tus ojos», canción que fue interpretada más adelante a dueto. Después de lanzar Digno es el Señor en 2008 y Marcela Gándara en vivo desde Panamá en 2009, lanzó ese mismo año su último álbum hasta ahora, bajo el título El mismo cielo. Acerca de este disco, Marcela comenta: «[El mismo cielo] habla de tener una relación fresca con Dios... trata de ver a Dios de la manera real, Jesús vino, caminó en la tierra, tuvo amigos y quiere caminar igual con nosotros, quiere ir contigo a la escuela, al trabajo y donde quiera que tú vayas».
En agosto de 2012, colaboró con Hillsong en el Hillsong Global Project, una producción que consta de nueve álbumes grabados en nueve idiomas, entre ellos español, interpretado por artistas cristianos protestantes reconocidos como Álex Campos, Marcos Witt, y Marco Barrientos. Marcela interpretó las canciones «Hosanna», «Es tu amor» (con Darlene Zschech) y «Eterno amor» (con Marcos Witt).
En 2015, Marcela Gándara participa en el canto "Misterio" junto a Steven Richards, parte del álbum "Espejos" de la banda cristiana protestante Un Corazón.
El 8 de junio de 2017, lanzó un nuevo sencillo titulado Cerca estás. También el 4 de agosto de 2017 lanzó su sencillo "Cascada", ambos sencillos fueron lanzados con el sello discográfico Lv&M. En 2018, ese álbum sería nominado en los Premios Grammy Latinos de 2018 como mejor álbum cristiano en español.

## Discografía
- 2006, Más que un anhelo
- 2008, ¡Digno es el Señor!
- 2009, Marcela Gándara en vivo desde Panamá
- 2009, El mismo cielo
- 2012, Live
- 2017, Cerca estás
- 2025, AM7

Fuente: AllMusic

### Colaboraciones
- «Tú estás aquí (Vivo)» (con Jesús Adrián Romero)
- «Tu amor por mi / Yo te busco (Vivo)» (con Marcos Witt)
- «Junto a ti (Vivo)» (con Álex Campos)
- «Misterios» (con Un Corazón)
- «Creo en ti (Vivo)» (con Soluciones Live y Julio Melgar)
- «Consolador (Vivo)» (con Soluciones Live)
- «Mi peor error» (con Funky)
- «Lo único que quiero es adorarte» (con Marco Barrientos)
- «Sé mi todo (Vivo)» (con Bani Muñoz)
- «Vuelve otra vez (Vivo)» (con Bani Muñoz, Viris Muñoz y Julio Melgar)
- «Tu nombre» (con Soluciones Worship y Omar Rodríguez)
- «Quiero estar contigo» (con Fermín IV)
- «Abba Padre» (con Miel San Marcos)
- «A ti sea la gloria» (con Abel Zavala)

## Premios y nominaciones
| Año      | Premio                 | Categoría                          | Trabajo nominado                     | Resultado |
| -------- | ---------------------- | ---------------------------------- | ------------------------------------ | --------- |
| 2018     | Premios Grammy Latinos | Mejor Álbum Cristiano (en español) | Cerca Estás                          | Nominada  |
| 2018[6]  | Premios Dove           | Álbum en español del año           | Cerca Estás                          | Nominada  |
| 2007[7]  | Premios Arpa           | Mejor álbum vocal femenino         | Más que un anhelo                    | Nominada  |
| 2007[7]  | Premios Arpa           | Lanzamiento del año                | Más que un anhelo                    | Ganadora  |
| 2007[7]  | Premios Arpa           | Álbum del año                      | Más que un anhelo                    | Nominada  |
| 2013[8]  | Premios Arpa           | Mejor álbum vocal femenino         | Marcela Gándara Live                 | Ganadora  |
| 2018[9]  | Premios Arpa           | Mejor canción en participación     | «Abba Padre» (con Miel San Marcos)   | Nominada  |
| 2007[10] | Premios AMCL           | Calidad sonora de álbum del año    | Más que un anhelo                    | Nominada  |
| 2007[10] | Premios AMCL           | Composición del año                | «Supe que me amabas»                 | Nominada  |
| 2007[10] | Premios AMCL           | Artista revelación del año         | Marcela Gándara                      | Ganadora  |
| 2007[10] | Premios AMCL           | Canción revelación del año         | Marcela Gándara                      | Ganadora  |
| 2007[10] | Premios AMCL           | Álbum revelación del año           | Más que un anhelo                    | Ganadora  |
| 2007[10] | Premios AMCL           | Diseño de portada de álbum del año | Más que un anhelo                    | Nominada  |
| 2008[10] | Premios AMCL           | Álbum de Navidad del año           | Navidad con Vástago                  | Ganadora* |
| 2009[10] | Premios AMCL           | Artista del año                    | Marcela Gándara                      | Nominada  |
| 2009[10] | Premios AMCL           | Canción del año                    | «Ven»                                | Nominada  |
| 2009[10] | Premios AMCL           | Canción del año                    | «Contigo quiero caminar»             | Nominada  |
| 2009[10] | Premios AMCL           | Álbum del año                      | El mismo cielo                       | Ganadora  |
| 2009[10] | Premios AMCL           | Vocalista femenina del año         | Marcela Gándara                      | Nominada  |
| 2009[10] | Premios AMCL           | Calidad sonora de álbum del año    | El mismo cielo                       | Nominada  |
| 2009[10] | Premios AMCL           | Composición del año                | «El mismo cielo»                     | Nominada  |
| 2009[10] | Premios AMCL           | Canción promocional del año        | «Pensaba en ti»                      | Nominada  |
| 2009[10] | Premios AMCL           | Canción pop/contemporánea del año  | «El mismo cielo»                     | Ganadora  |
| 2009[10] | Premios AMCL           | Canción mensaje del año            | «Pensaba en ti»                      | Ganadora  |
| 2009[10] | Premios AMCL           | Álbum en vivo del año              | Digno es el Señor (Edición especial) | Nominada  |
| 2010[10] | Premios AMCL           | Página web de cantante del año     | marcelagandara.com                   | Nominada  |
| 2012[11] | Premios AMCL           | Álbum del año                      | Hillsong Global Project - Español    | Nominada* |
| 2012[11] | Premios AMCL           | Vocalista femenina del año         | Marcela Gándara                      | Nominada  |
| 2012[11] | Premios AMCL           | Álbum en vivo del año              | Live                                 | Nominada  |
| 2016[12] | Premios AMCL           | Canción del año                    | «Mi peor error» (con Funky)          | Ganadores |
* Junto a otros artistas.